# Kunstweg MenschenSpuren

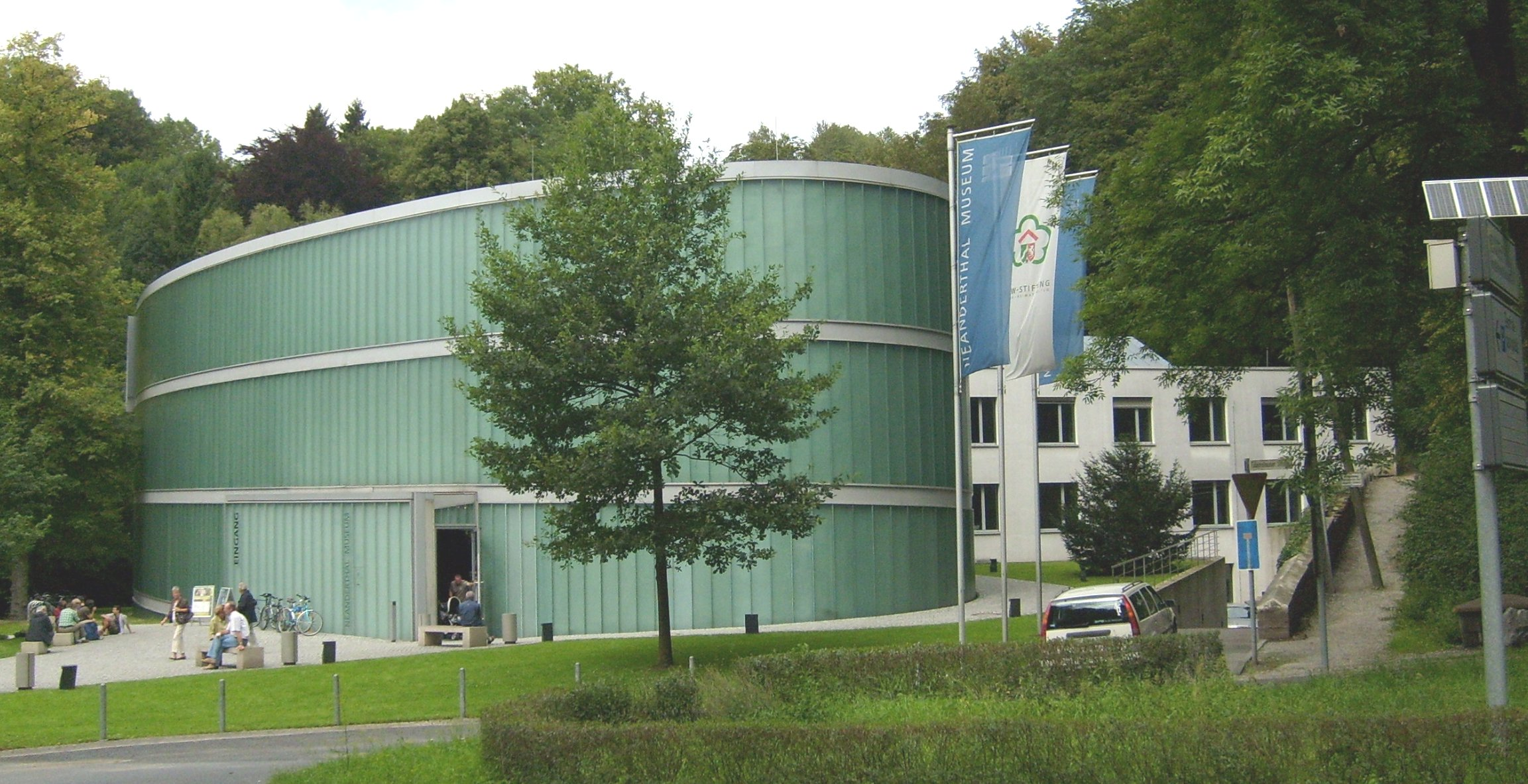
Neanderthal Museum

De Kunstweg MenschenSpuren is een beeldenroute met werken van 11 kunstenaars/beeldhouwers, waarvan de meeste zich bezighouden met zogenaamde land art-projecten. 
De route is gelegen in het Neanderthal en begint direct bij het Neanderthal Museum aan de rivier de Düssel niet ver van Düsseldorf. Het centrale thema van het project is de relatie mens-natuur.
De Kunstweg bevindt zich geheel in de openbare ruimte en is daarmee vrij toegankelijk voor het publiek. Bij iedere sculptuur hoort een bord met verklarende tekst, de naam van de kunstenaar en een audioaansluiting, zodat men een interview met de kunstenaar kan horen.

## De werken
De deelnemende kunstenaars en hun werken zijn:
- Volker Friedrich Marten : "Woher-Wohin" (2006)
- Zadok Ben-David : "The Man Who Never Ceased To Grow" (2006)
- Anne en Patrick Poirier : "Memoria Mundi" (2005)
- Magdalena Abakanowicz : "Mutant" (2005)
- Jaume Plensa : "Seele?" (2005)
- Antony Gormley : "BEING"
- Klaus Simon : "CALX" (2005)
- Klaus Simon : "CALX Deel 2" (2006)
- Giuseppe Penone : "Neanderthal Hecke" (2006)
- Ian Hamilton Finlay : "Bugatti Bench" (2006) - met inscriptie:"Bare Stream Racing Like A Bugatti"
- Nils-Udo : "Habitat" (2006)

## Fotogalerij

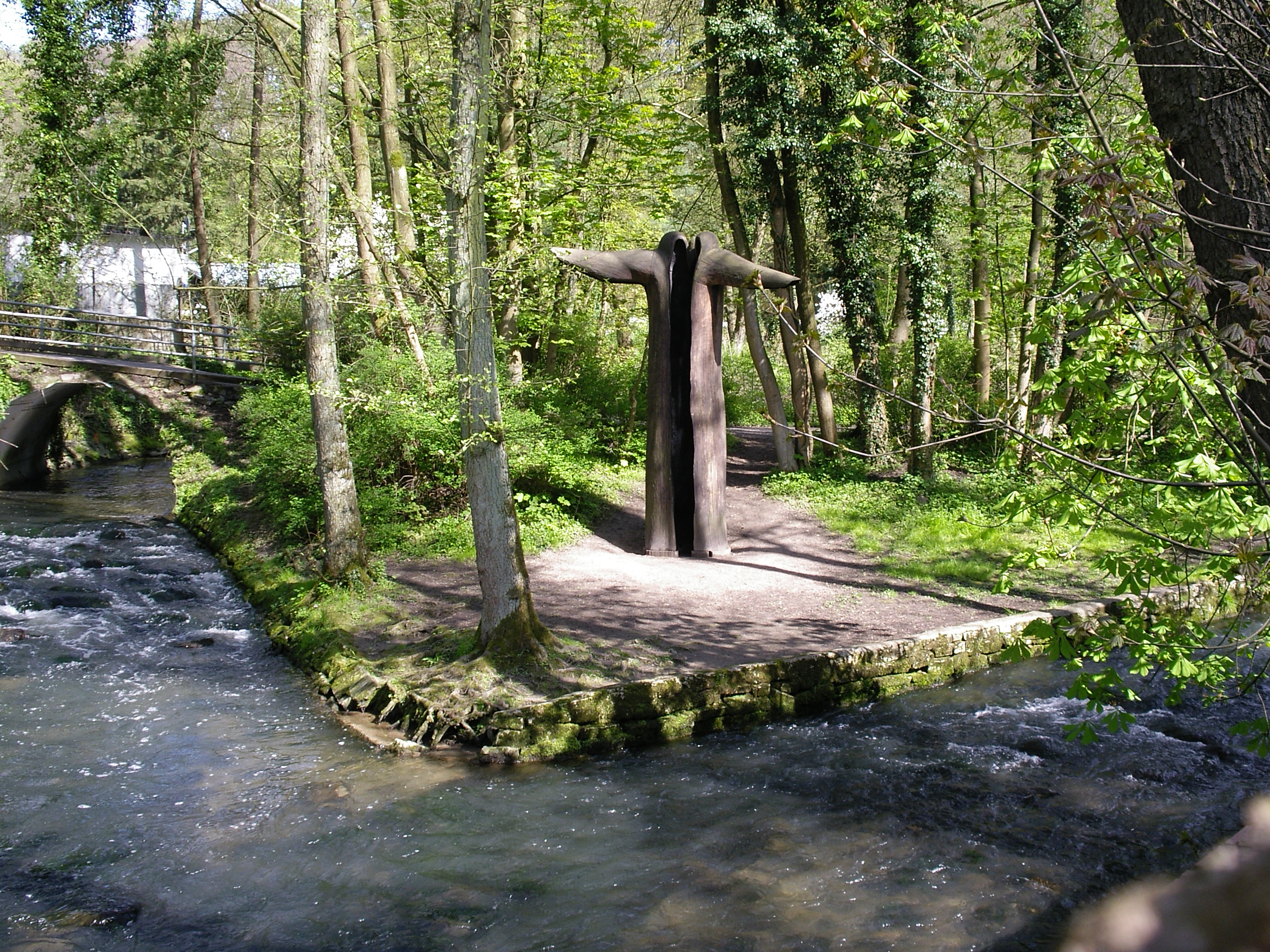
Volker Friedrich Marten - "Woher-Wohin"
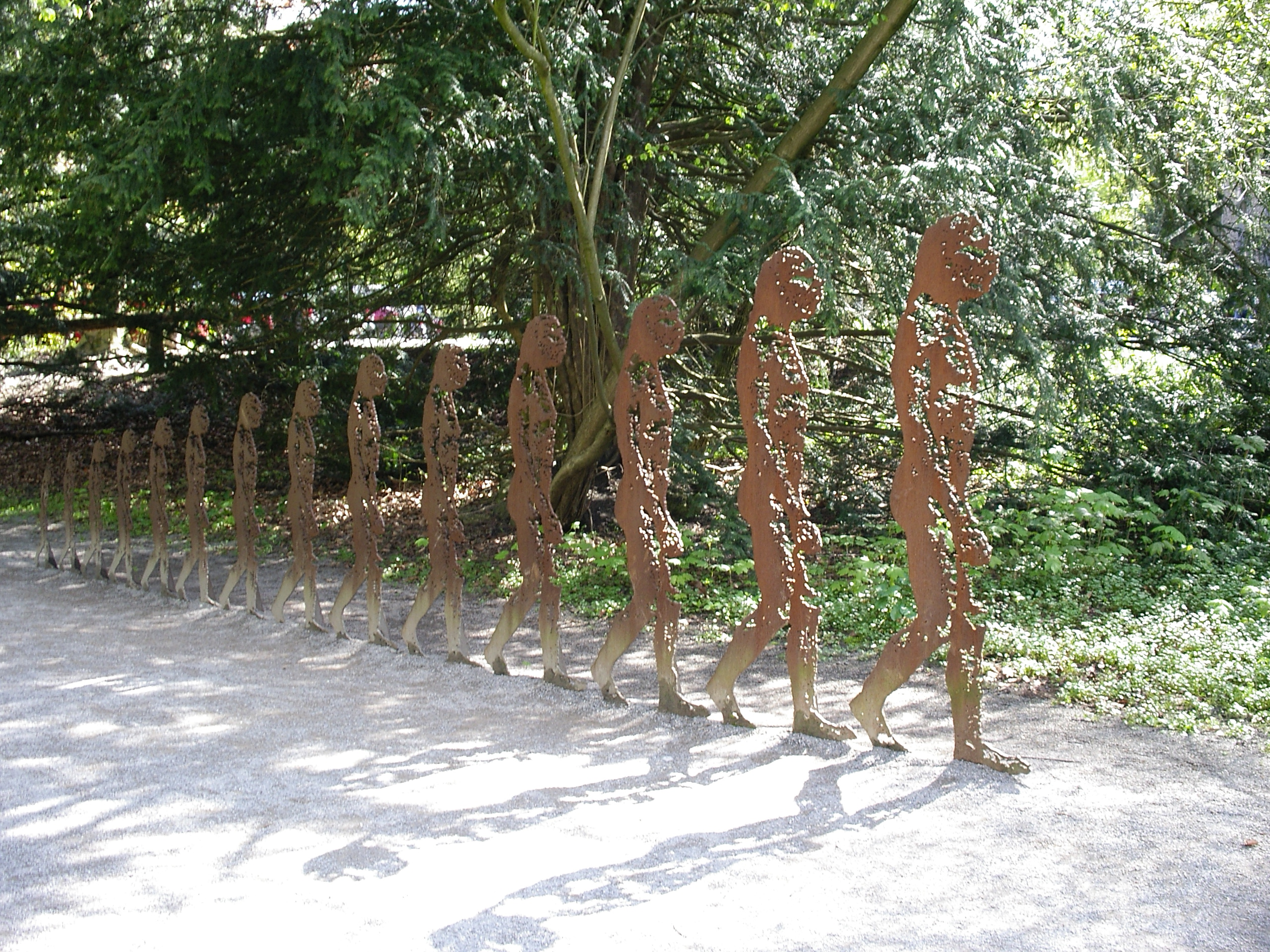
Zadok Ben-David - "The Man Who Never Ceased To Grow"
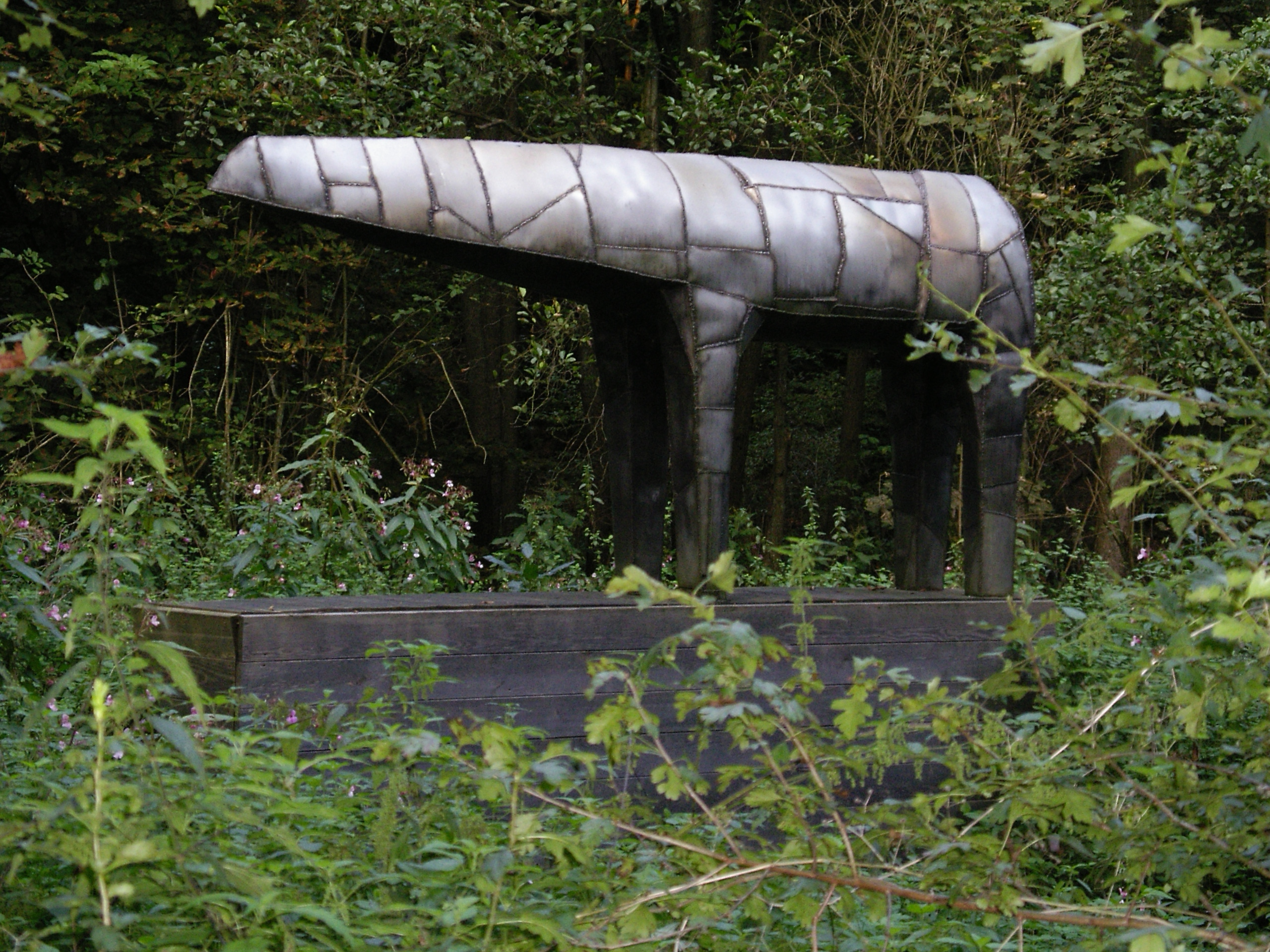
Magdalena Abakanowicz - "Mutant"
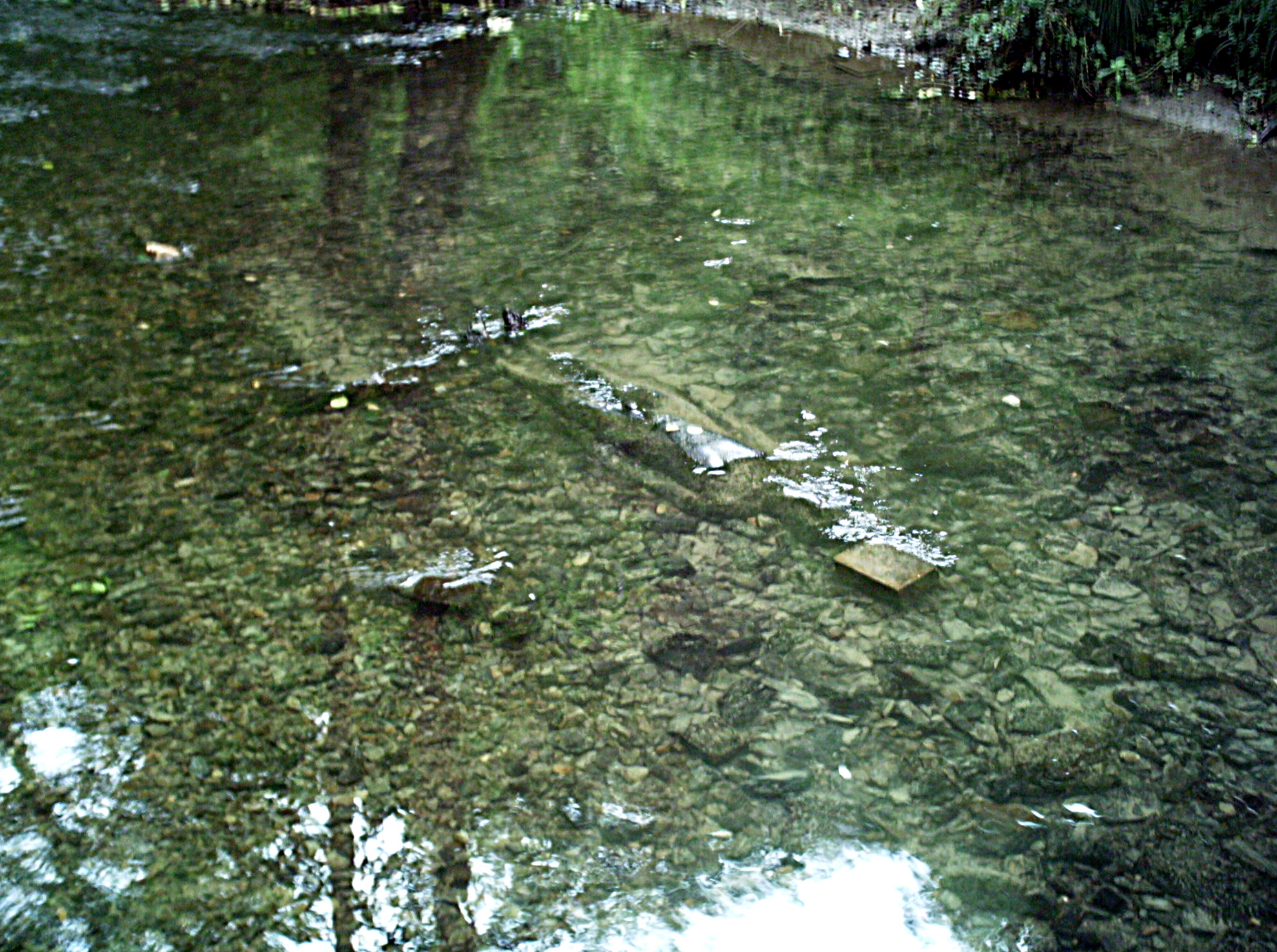
Antony Gormley - "Being"
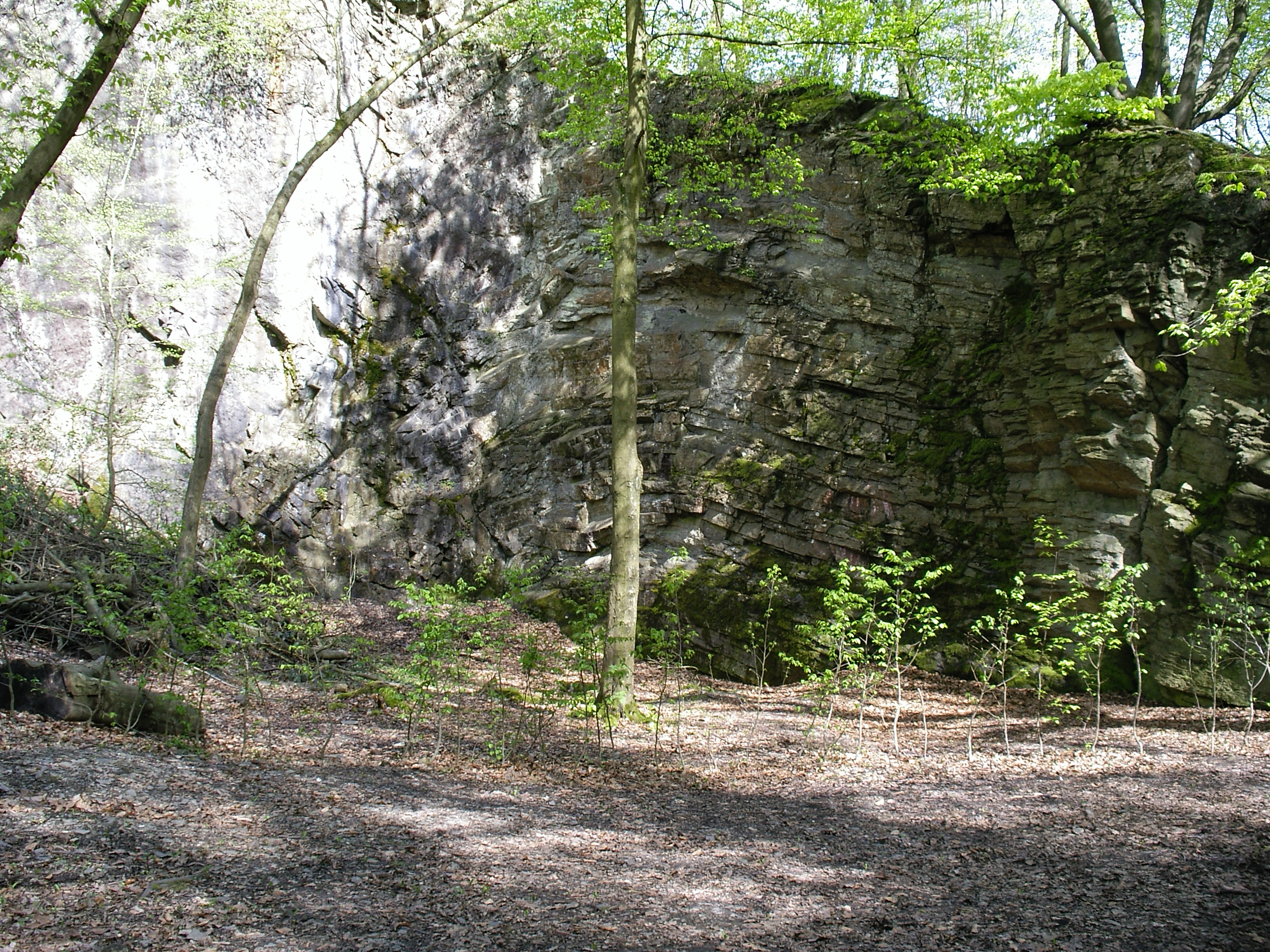
Giuseppe Penone - "Neanderthal Hecke"
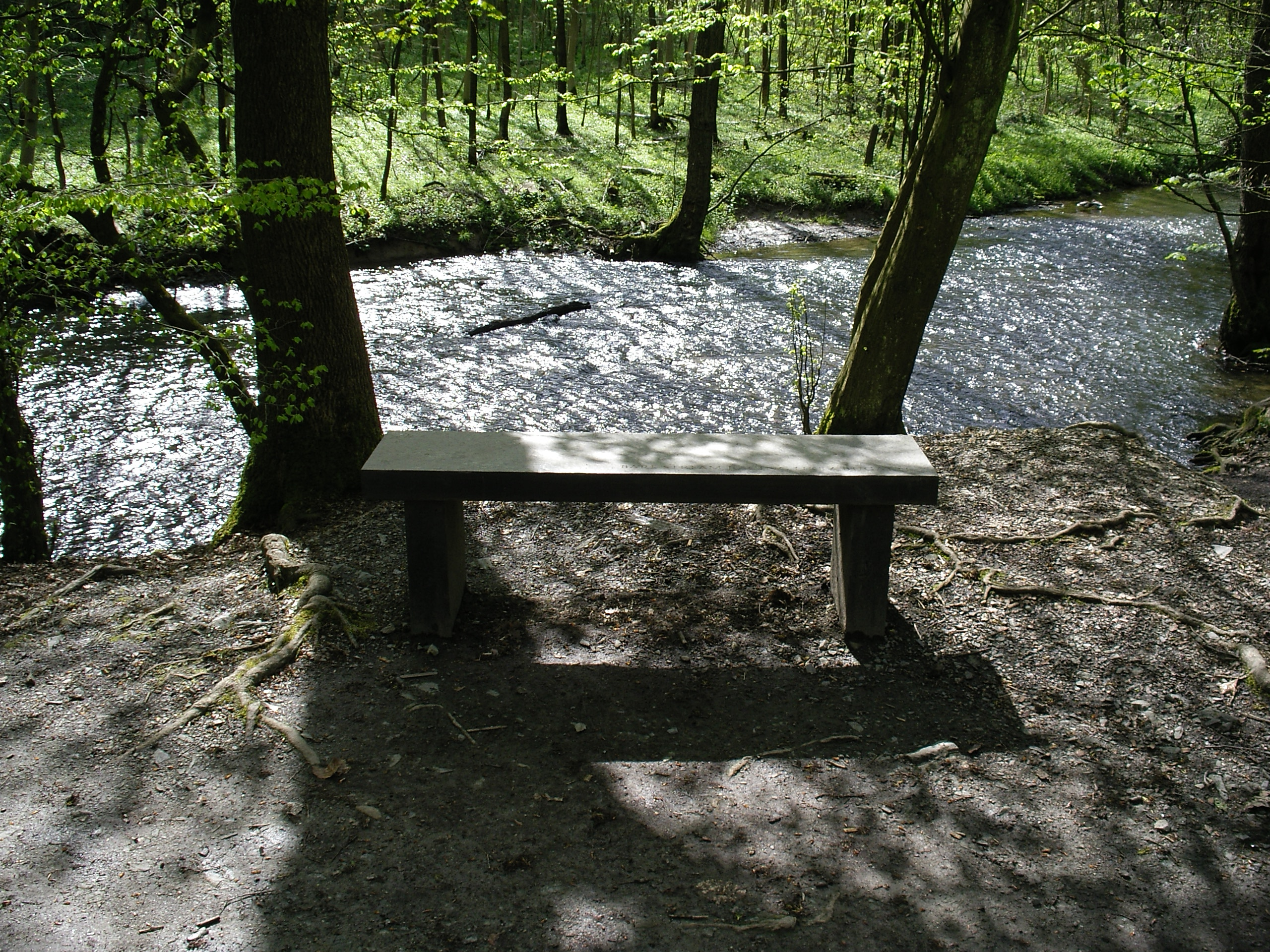
Ian Hamilton Finlay - "Bugatti Bench"
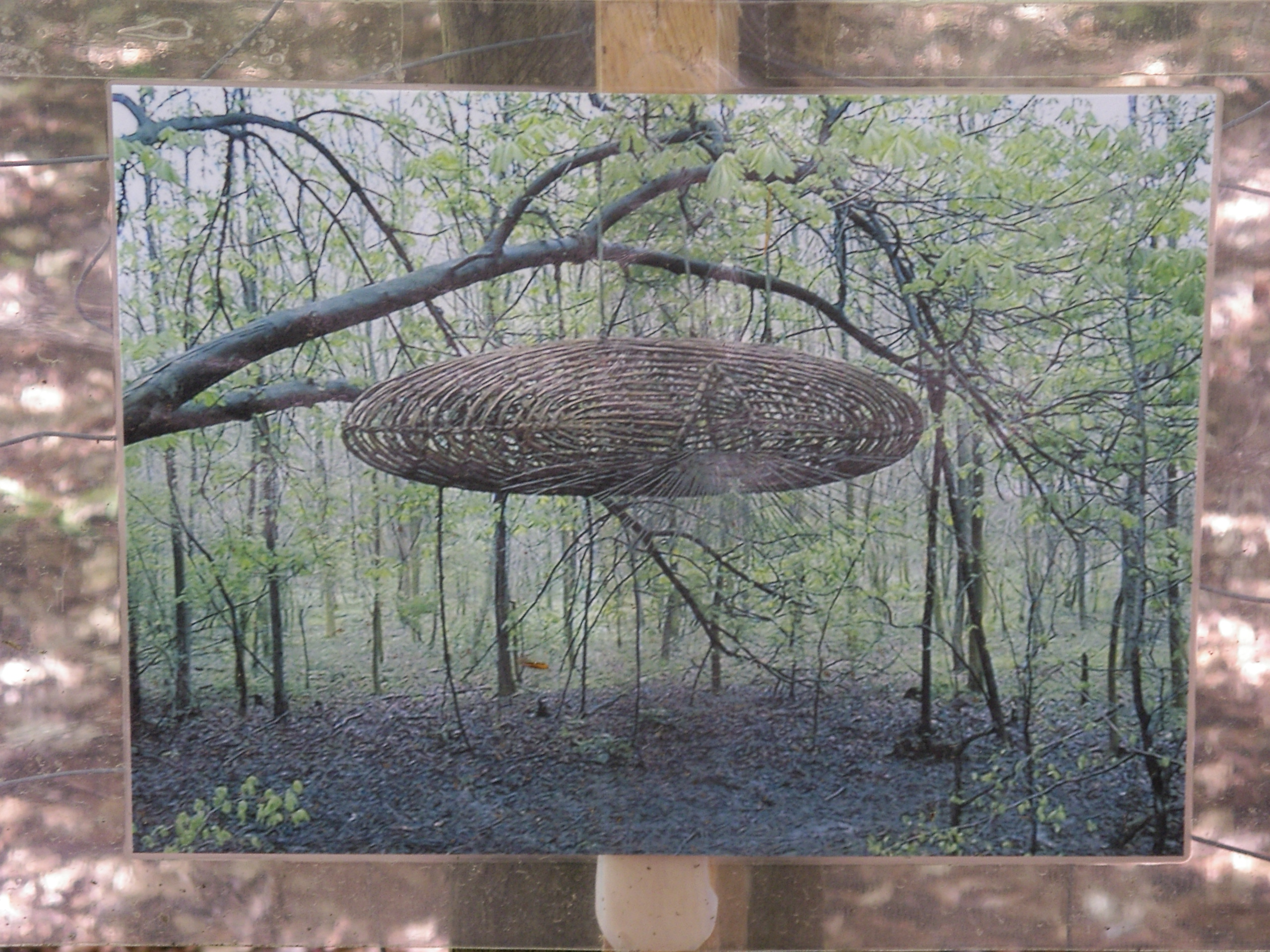
Nils-Udo - "Habitat" (foto van de foto)
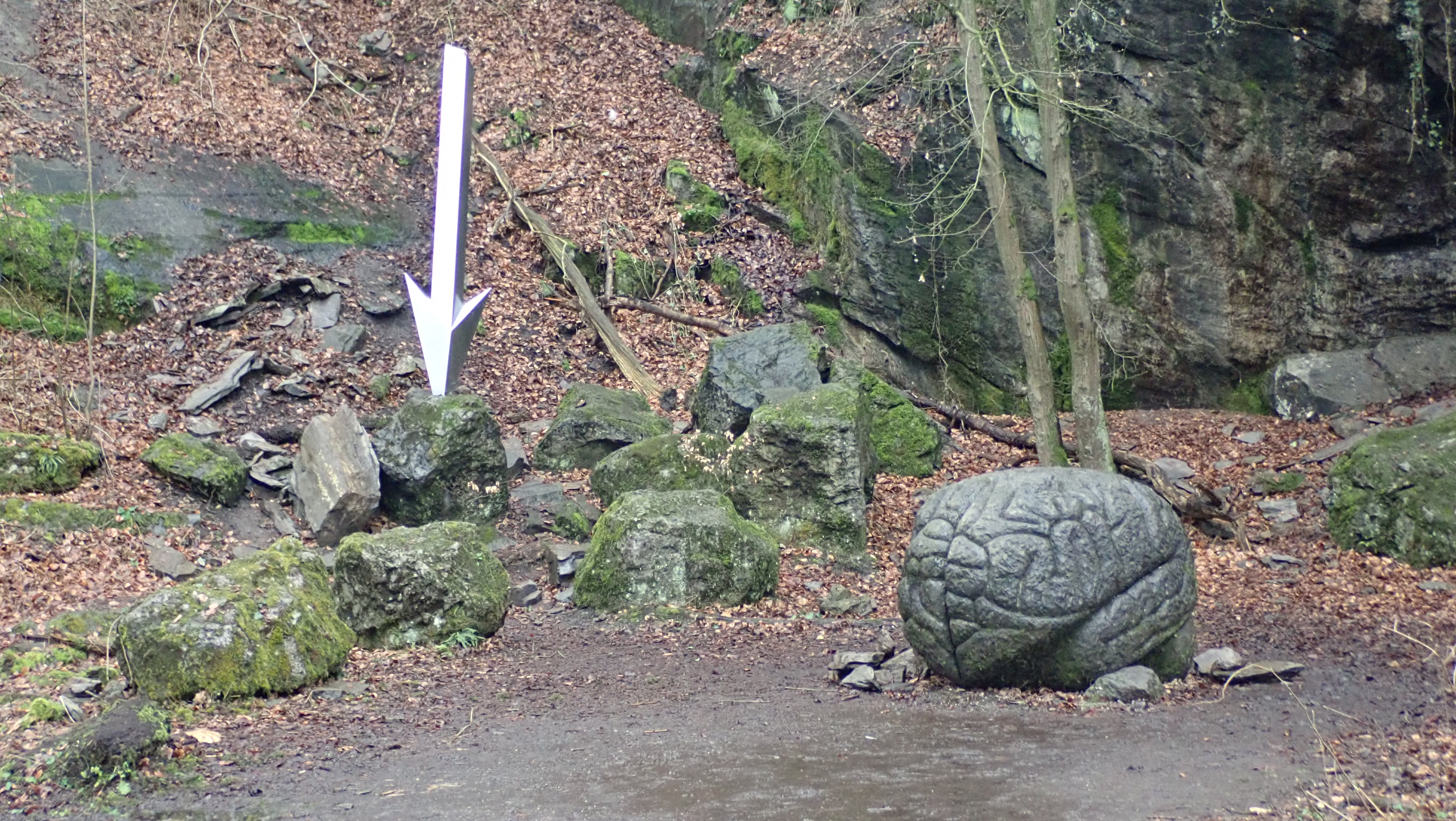
Anne en Patrick Poirtrier - "Memoria Mundi"

- Het kunstwerk Habitat was een vijf meter lang vlechtwerk van wilgentenen, dat onder een paardenkastanje hing en onherstelbaar werd beschadigd. Zekerheidshalve werd het werk verwijderd en een foto van het kunstwerk geplaatst.
- Het kunstwerk Being is een in het water van het riviertje de Düssel liggend gietijzeren afdruk van de kunstenaar.